# 매디 필립스
매디 필립스(Maddie Phillips, 1994년 9월 6일 ~ )는 캐나다의 배우이다.

## 텔레비전
- 아이좀비
- 루시퍼 (드라마)
- 리전 (드라마)
- 더 디투어